# Mount Barr Smith
Mount Barr Smith är ett berg i Antarktis. Det ligger i Östantarktis. Australien gör anspråk på området. Toppen på Mount Barr Smith är 1 252 meter över havet.
Terrängen runt Mount Barr Smith är varierad. Trakten är obefolkad. Det finns inga samhällen i närheten.